# Sveti Lenart (gmina Cerklje na Gorenjskem)
Sveti Lenart – wieś w Słowenii, w gminie Cerklje na Gorenjskem. W 2018 roku liczyła 35 mieszkańców.